# ニュース645くまもと
『ニュース645くまもと』（ニュースろくよんごくまもと）とは、NHK熊本放送局で土曜日・日曜日・祝日・年末年始の夕方に放送されていた『NHKニュース』のローカルニュース番組。熊本県内の1日のニュース・話題などを伝える15分番組である。

## 放送時間
- 土曜日・日曜日・祝日 18:45 - 19:00 (JST）
- 年末年始 18:50 - 19:00 (JST)
  - 2018年度から毎週土曜・日曜・祝日の昼と夕方のローカルニュース・気象情報が福岡発の九州・沖縄ブロックに変更されたため、本番組も終了となった。
  - ただ、本番組終了後の2018年度以降平日でも特別編成により夕方のローカルニュースワイド番組『クマロク!』が休止になる場合があるため、その場合18:45 - 19:00に本番組が放送される。また、オリンピック開催期間中の特別編成で『クマロク!』が放送休止になる場合にも、平日に本番組が放送される。

## タイムテーブル
- 18:45 - 18:53： 熊本県内のニュース
- 18:53 - 18:55： 『気象情報』（東京・渋谷のスタジオから全国の気象情報）
- 18:55 - 18:59： 熊本県内の気象情報・あすの動き、お知らせ

## 主な放送内容
- 熊本県内のニュース
- 熊本県内の気象情報
  - 県内の警報・注意報
  - 県内4地方（熊本・阿蘇・天草芦北・球磨）のあすの予報（天気・降水確率、風・波の高さ）
  - 熊本市・阿蘇市、天草市・人吉市、菊池市・玉名市、八代市・甲佐町、水俣市・長崎県島原市の3時間ごとのポイント予報
  - 県内9か所（熊本・阿蘇市乙姫・天草市牛深・人吉・菊池・玉名・八代・甲佐・水俣）の予想最低・最高気温
  - 県内の週間天気予報

## キャスター
- 熊本局のアナウンサーが交替で担当（基本的に土曜は西東大または上野速人、日曜・祝日は柴田徹など）。